# Missen-Wilhams
Missen-Wilhams est une commune de Bavière (Allemagne), située dans l'arrondissement d'Oberallgäu, dans le district de Souabe.